# Steropes caspius
Steropes caspius là một loài bọ cánh cứng trong họ Anthicidae. Loài này được Steven miêu tả khoa học năm 1806.